# 同志座
同志座（どうしざ）は、かつて存在した日本の劇団である。1924年（大正13年）9月、山田隆弥（のちの山田隆也）、佐々木積、岡田嘉子ら「舞台協会」のメンバーが中心となって、東京で結成された。

## 略歴
- 1924年（大正13年）9月 - 結成
- 1925年（大正14年） - 東亜キネマと提携
- 1926年（大正15年） - 解散

## 概要
設立メンバーは、山田と佐々木、岡田のほか、宮島文雄（のちの宮島啓夫）、笹川恵三、森英治郎、新国劇を脱退した田中介二、金井謹之助ら。「舞台協会」のほとんどが参加したといわれる。当時学生だった露原桔梗（のちの稲垣きくの）は、同劇団の結成を新聞で知り、親の反対を押し切って参加した。同年同月、第1回公演が東京・有楽町にあった邦楽座（のちの丸の内ピカデリー）で上演された。
1925年（大正14年）3月には、本郷座で前田曙山作の『燃ゆる渦巻』を上演、金井謹之助が近藤勇、三井光子がお綾、山田隆弥が駒井相摸守を演じた。同年、兵庫県西宮市甲陽園の東亜キネマ甲陽撮影所と提携、森英治郎、出雲美樹子、宮島啓夫は同年6月25日に公開された坂田重則監督の『光り闇を行く』、山田隆弥、宮島啓夫、出雲美樹子らは同日公開かつ同監督の『敵と女敵』、佐々木積、夏川静江は同年7月29日に公開された桜庭青蘭監督の『虹を追ふて』、露原桔梗は同年10月6日に公開された坂田重則改め阪田重則監督の『運命の十字路』に夏川静江、佐々木積らとともに、それぞれ出演している記録がある。これらの映画は「東亞同志座映畫」（東亜同志座映画）と目され、そのように報道された。映画出演のかたわら、同年12月には、同県の宝塚劇場（現在の宝塚大劇場）で、レフ・トルストイ作の『復活』および山本有三作の『同志の人々』を上演している。
浅見勝太郎は途中、1926年（大正15年）に脱退し、進藤英太郎は同年に参加している。このころ、間もなく解散し、岡田嘉子は日活京都撮影所第二部（日活大将軍撮影所現代劇部）に入社、東亜キネマに出演した者は、そのまま同社の専属となった。

## 所属俳優
- 山田隆弥（のちの山田隆也）[1]
- 岡田嘉子[1]
- 宮島文雄（のちの宮島啓夫）[1]
- 佐々木積[3]
- 加藤精一[15]
- 三井光子
- 夏川静江
- 笹川恵三[4]
- 森英治郎[5]
- 浅見勝太郎[13]
- 成松和一[16]
- 田中介二[6]
- 金井謹之助[6]
- 露原桔梗（のちの稲垣きくの）[1]
- 出雲美樹子[17]
- 高勢実（のちの高勢実乗）[17]
- 進藤英太郎 （1926年）[14]